# Tossal Gros (Alcanó)
El Tossal Gros és una muntanya de 309 metres que es troba entre els municipis d'Alcanó i Alfés, a la comarca catalana del Segrià.
Al cim podem trobar-hi un vèrtex geodèsic (referència 252121001).